# Julius Petersen (matematiker)
 Der er flere personer med dette navn, se Julius Petersen.
Peter Christian Julius Petersen (født 16. juni 1839 i Sorø, død 5. august 1910 i København) var en dansk matematiker og grafteoretiker. Han er internationalt kendt for Petersen-grafen.
Sin skoleundervisning fik han på Sorø Akademi; i 1856 tog han realafgangseksamen med udmærkelse og begyndte så at studere ved Polyteknisk Læreanstalt. Efter at have taget første del af ingeniøreksamen i 1860 besluttede han imidlertid at kaste sig over matematikken alene og tog i 1862 studentereksamen, i 1866 
magisterkonferensen (admissus cum laude præcipua) ( antagen med ros) og i 1871 doktorgraden. I 1867 fik han universitetets guldmedalje for en afhandling om svømmende legemers ligevægt. I 1879 optoges han i Videnskabernes Selskab og i 1898 i Fysiografiska sällskapet i Lund. I statens tjeneste virkede Petersen 1871—86 som docent ved Polyteknisk Læreanstalt, 1881—87 som lærer i Officersskolens næstældste klasse og endelig 1886—1909 som professor ved Københavns Universitet; desuden var han 1887—1900 medlem af Undervisningsinspektionen for de lærde Skoler. Ved siden af sin videnskabelige og undervisende virksomhed beklædte han også stillinger i det praktiske forretningsliv; han var således medlem af forsikringsselskabet Hafnias kontrolkomité. 
Petersen var som matematiker i besiddelse af sjælden klarhed, opfindsomhed og evne til kort og simpel fremstilling. Disse egenskaber i forbindelse med hans gode sprogbehandling gjorde ham til en, i alt fald for de bedre begavede elever, udmærket forelæser og lærebogsforfatter. Det er derfor ganske naturligt, at hans videnskabelige virksomhed i høj grad har bestået i en, på mangfoldige punkter original, fremstilling af matematikkens forskellige afsnit i en række lærebøger, der er oversatte på flere fremmede sprog og foruden at de i sin tid brugedes ved de fleste danske skoler også vandt indgang ved adskillige undervisningsanstalter i Udlandet. Disse lærebøger, der for største delen er udkomne i flere udgaver, behandler geometriske konstruktionsopgaver, elementær og analytisk plan- og rumgeometri, trigonometri, aritmetik og algebra, rationel mekanik, de algebraiske ligningers teori, funktionsteori og talteori. Kan kortfattetheden end stundom gøre det ønskeligt at have en supplerende større lærebog ved siden af, giver Petersens bøger på den anden side et let og hurtigt overblik.
Også i tidsskrifter har Petersen givet nye beviser og fremstillinger, for eksempel vedrørende talteori, rækker, invariantteori, kvaternioner.  Som undersøgelser af nye matematiske felter må nævnes hans behandling (i hans doktordisputats og i De algebraiske Ligningers Teori) af spørgsmålet om muligheden af geometriske opgavers løsning ved passer og lineal — et spørgsmål, hvortil han lededes ved udarbejdelsen af sine berømte Methoder og Theorier til Løsning af geometriske Konstruktionsopgaver (1868) — samt afhandlingen Om Integralregningens Transcendenter (i Mathematisk Tidsskrift, 1876) og Die Theorie der regulären graphs (i Acta mathematica, 1891). De gamle ved deres vanskelighed berømte opgaver i matematikken havde en betydelig tiltrækning for Petersen, og han har givet løsninger af flere af dem. Petersen har også dyrket nationaløkonomi og skrevet flere afhandlinger om derhen hørende emner. 
Han er begravet på Vestre Kirkegård i København.